# Лазоревый цвет
«Лазоревый цвет» — российский детский фольклорный ансамбль, организованный в 1999 году на базе фольклорного отделения муниципального бюджетного учреждения дополнительного образования ДШИ №2 городского округа город Воронеж.
Репертуар ансамбля состоит из аутентичных фольклорных песен (календарные, протяжные, таночные, карагодные и пр.) Воронежско-Белгородского пограничья, народных романсов, страданий и частушек, а также авторских обработок народных песен.
Ансамбль является неоднократным победителем международных, всероссийских, региональных, областных и городских фестивалей и конкурсов.
Художественный руководитель Панова Алла Валерьевна, преподаватель Зайцева Елена Александровна, концертмейстеры: Куянцев Олег Владимирович, Макареев Алексей Андреевич.
В 2017 году коллективу было присвоено звание образцовый коллектив Воронежской области.
Состав ансамбля (по состоянию на 2022/23 сезон):  младшая, старшая и молодежная группы.
В 2018 году ансамбль принимал участие в телевизионном проекте «Ты в эфире. Дети».
1 сентября 2019 года ансамблю исполнилось 20 лет.

## Значимые достижения
- обладатель Гран-при XVI международного конкурса-фестиваля музыкально-художественного творчества «Страна магнолий» 2023 года;
- обладатель Гран-при I всероссийского конкурса «Русское раздолье» 2021 года;
- обладатель Гран-при международного конкурса-фестиваля национальных культур и фольклора «Душа народа моего» 2019 года;
- обладатель Гран-при регионального конкурса народного пения «Соловейко» 2019 года;
- обладатель Гран-при Всероссийского хорового фестиваля 2018 года;
- обладатель Гран-при фестиваля-конкурса «Наш город нашим детям» 2018 года;
- обладатель Гран-при Открытого телевизионного международного проекта «Таланты России» 2015 и 2018 годов;
- обладатель Гран-при международного конкурса «Мир волшебного искусства» 2018 года;
- обладатель Гран-при международного конкурса-фестиваля музыкально-художественного творчества «Восточная сказка» 2016 года;
- обладатель Гран-при международного фестиваля-конкурса «Хрустальное сердце мира» 2015 года;
- обладатель Гран-при международного фестиваля «Союз талантов России» 2014 года;
- лауреат международного фестиваля «Магические звёзды Вены» (Австрия, г. Вена) 2014 года;
- обладатель Гран-при международного конкурса национальных культур и фольклора «Народные истоки»  2013 года;
- лауреат международного фестиваля детского творчества «Юные таланты» (Китай, г. Пекин) 2013 года (репортаж CCTV);
- лауреат международного конкурса «Зелёный оазис» (Египет, г. Хургада) 2012 года;
- лауреат международного фестиваля «Юность планеты» (Франция, г. Париж) 2010 года.

## Студийные альбомы
2010 — Во батюшкином, во саду (диск, вкладыш 1, вкладыш 2, вкладыш 3).

## Освещение в медиа
- Аргументы и Факты, Электронная музыка убивает? О месте фольклора в XXI веке и моде на западное
- Коммуна, победа в конкурсе «Жар-птица»
- ТВ Губерния, участие в Международном дне музеев
- Россия Культура
- ТВ Губерния, сюжет в новостях (Только интервью)
- ТВ Губерния, в программе «Утро вместе»
- РИА Воронеж
- Департамент культуры
- СВИК-ТВ
- РЕВИЗОР.ru
- Воронеж
- 36on
- Воронеж-медиа
- Новости Воронежа
- Воронеж
- Коммуна
- Моё-online
- KM.RU
- Комсомольская правда